# Macrotyloma oliganthum
Macrotyloma oliganthum là một loài thực vật có hoa trong họ Đậu. Loài này được (Brenan) Verdc. miêu tả khoa học đầu tiên.